# 安沟镇
安沟镇，是中华人民共和国陕西省延安市延长县下辖的一个乡镇级行政单位。
2015年，陕西省民政厅批复同意撤销安沟乡，设立安沟镇。

## 行政区划
安沟镇下辖以下地区：
安沟村、北阳村、高家川村、东卓村、岭头村、二圪台村、黄古塬村、山树坪村、王良沟村、姚家塬村、岔口村、瓦石头村、踅梁村、南掌村、杨道塬村、坪塬村、朱家河村、胡家河村、红火渠村、小中山村、多海村、阿青村、瓦庄村、杨家山村和吴家窑科村。